# 显脉垂头菊
显脉垂头菊（学名：Cremanthodium nervosum）是菊科垂头菊属的植物，是中国的特有植物。分布在中国大陆的西藏等地，生长于海拔3,500米至4,800米的地区，一般生于山坡草地，目前尚未由人工引种栽培。